# Душан Джамоня
Душан Джамоня (на сръбски: Душан Џамоња) е югославски, хърватски и сръбски скулптор от сръбски произход.

## Биография
Роден е на 31 януари 1928 г. в Струмица, Югославия. Баща му е философ, завършил обучението си в Париж, писател и преводач от френски. По време на Втората световна война (когато е на 15 години) баща му го записва в частно художествено училище в Белград, а през деня посещава гимназия. През 1945 г. Джамоня започва своето обучение в Академията за изящни изкуства в Загреб при преподавателите Ваня Радауш, Франо Кришинич и Антун Августинчич. През 1951 г. завършва майсторския клас на професор Антун Августинчич. Работил е в работилницата на Кришинич от 1951 г. до 1953 г., когато открива собствена работилница в Загреб.
През 1954 г. провежда първата си самостоятелна изложба в Салона ULUH в Загреб. През 1970 г. започва строителството на своя къща и работилница във Върсар, Истрия, по собствен проект.
Умира на 14 януари 2009 г. в Загреб.

## Творчество

### Художествен стил
Джамоня рисува предимно с тебешир и използва техниката на измитото мастило. Рано се насочва към скулптурата. Използва много материали, от бронз и желязо до дърво, стъкло, бетон и полиестер в своите скулптури.

### Творби
Негови работи се намират в множество публични и частни колекции, музеи и галерии в страната и чужбина. Проектира много монументални мемориални комплекси. Известни негови творби са:
- Паркът на скулптурите на Душан Джамоня, близо до Върсар, известна и културна туристическа атракция.[6]
- Паметник на революцията на народа на Мославина. Открит през 1967 г.)Издига се близо до местността Подгарич, Мославина, Хърватия.[7]
- Мемориалната костница на падналите югославски войници в Първата и Втората световна война в Италия (1970 г.), Барлета.[5]
- Паметник на революцията на Мраковица (1972), Национален парк „Козара“, Република Сръбска, Босна и Херцеговина.[8]

## Отличия
Избран за академик както на Хърватската академия на науките и изкуствата, така и на Сръбската академия на науките и изкуствата. Получавал е множество награди.